# Inger Wolf
Pour les articles homonymes, voir Wolf.
Inger Wolf, née en 1971 à Herning au Danemark, est une femme de lettres danoise, auteure de roman policier.

## Biographie
Elle détient un baccalauréat en anglais de la Business School et travaille un temps comme traductrice. 
En 2000, elle publie Sidespring, un premier roman passé inaperçu. Elle retient l'attention six ans plus tard avec la parution de Noir Septembre (Sort Sensommer), un roman policier, traduit en plusieurs langues, qui reçoit le Prix Danish Detective Academy’s Debutant. Ce roman marque la première apparition du surintendant adjoint Daniel Trokic qui mène ses enquêtes dans la ville portuaire danoise d'Århus, en étant toujours assisté par une équipe où brille la spécialiste Lisa Kornelius.

## Œuvre

### Romans

#### SérieDaniel Trokic
- Sort sensommer (2006) Publié en français sous le titre Noir Septembre, Bordeaux, Mirobole éditions, coll. « Horizons noirs », 2015  (ISBN 979-10-92145-39-7)
- Frost og Aske (2008)
- Sangfuglen (2009)  Publié en français sous le titre Le Souffle du diable, Bordeaux, Mirobole éditions, coll «Horizons noirs» en 2017  (ISBN 978-23-75610-67-1)
- Hvepsereden (2011) Publié en français sous le titre Nid de guêpes, Bordeaux, Mirobole éditions, 2013  (ISBN 979-10-92145-00-7) ; réédition, Paris, Gallimard, coll. « Folio policier » no 726, 2014  (ISBN 978-2-07-045519-5)
- Ondt Vand (2012) Publié en français sous le titre Mauvaises Eaux, Bordeaux, Mirobole éditions, 2014  (ISBN 979-10-92145-17-5) ; réédition, Paris, Gallimard, coll. « Folio policier » no 761, 2015  (ISBN 978-2-07-046210-0)
- Under en sort himmel (2013)
- Det perfekte sted at dø (2014)

#### Autre roman
- Sidespring (2000)